# Citrus (manga)
Citrus (シトラス Shitorasu?) es una serie manga de género  yuri escrita e ilustrada por Saburouta. Ha sido publicada en la revista Comic Yuri Hime desde el 17 de noviembre de 2012, y finalizó el 18 de agosto de 2018 con su décimo volumen. Una adaptación a serie de anime se emitió desde el 6 de enero de 2018 hasta el 24 de marzo de 2018. Un manga spin-off titulado Citrus Plus empezó su publicación desde diciembre de 2018.

## Argumento
Yuzu Aihara es una autoproclamada gyaru que, tras el reciente matrimonio de su madre, debe mudarse y junto con ello, asistir a una nueva escuela. Preocupada sobre lucir bien y conseguir un novio en su primer día, Yuzu se entera de que es una conservadora academia sólo para chicas; además, consigue rápidamente problemas con la presidenta del consejo estudiantil, Mei Aihara, quien parece ser la estudiante perfecta. Tras descubrir la secreta relación de Mei con un profesor, Yuzu regresa a su casa para enterarse de que además Mei es su nueva hermana, por la cual también comienza a tener sentimientos más allá de ser hermanas.

## Personajes
Yuzu Aihara (藍原 柚子 Aihara Yuzu?)
Seiyū: Ayana Taketatsu
Yuzu es la protagonista de la historia, y la hermanastra mayor de Mei. Su padre falleció cuando era muy pequeña. A pesar de que antes presumía ante sus viejas amigas de salir en citas con varios chicos, Yuzu después confiesa que nunca ha tenido un novio y siempre ha mentido sobre ello. Está muy interesada en la moda y maquillaje, por lo cual suele tener problemas con el consejo estudiantil, especialmente con Mei. Tras transferirse, inmediatamente se hace amiga de Harumi Taniguchi, una chica muy similar a ella en cuanto a intereses y conductas. Yuzu siempre intenta ser una buena hermana mayor para Mei, a pesar de la fuerte atracción que siente hacia ella.
Mei Aihara (藍原 芽衣 Aihara Mei?)
Seiyū: Minami Tsuda
Mei es la presidenta del consejo estudiantil, una chica muy bella, estudiante de honor, nieta del director de la academia, y ahora hermanastra menor de Yuzu. Sus padres se divorciaron cuando era pequeña, por lo que quedó bajo el cuidado de su abuelo debido a los constantes viajes de su padre. Es una chica bastante callada y fría. Su relación con Yuzu solía limitarse a Mei manipulando a Yuzu, aunque en capítulos recientes Mei parece corresponder sus sentimientos.
Harumi Taniguchi (谷口 はるみ Taniguchi Harumi?)
Seiyū: Yukiyo Fujii
Usualmente llamada "Harumin", es amiga de Yuzu y, en sus propias palabras, una gyaru encubierta. Es muy distinta al prototipo de chica de la conservadora escuela, es decir, de Mei, por lo que comúnmente rompe las reglas.
Himeko Momokino (桃木野 姫子 Momokino Himeko?)
Seiyū: Yurika Kubo
Forma parte del consejo estudiantil, y es amiga de la infancia de Mei. Parece ser de una familia adinerada. Se pone celosa de la relación y cercanía entre Mei y Yuzu. Sin embargo, con el avance de la historia, el rol de Himeko se vuelve menos antagónico y comienza a aceptar la presencia de Yuzu.
Matsuri Misuzawa (水沢 まつり Misuzawa Matsuri?)
Seiyū: Shiori Izawa
Matsuri cursa su segundo año en la escuela secundaria y es la amiga de la infancia de Yuzu, quien vivió cerca de ella antes de que se trasladará a la residencia de Aihara.
Sara Tachibana (橘 サラ Tachibana Sara?)
Seiyū: Hisako Kanemoto
Una joven de cabello plateado, con la cual Yuzu traba amistad en la estación de trenes de Tokio, después de que ambas perdieran un tren por coincidencia, a Kioto.
Nina Tachibana (橘 ニナ Tachibana Nina?)
Seiyū: Rei Matsuzaki
La hermana gemela mayor de Sara, quien es escéptica y no cree en el destino.

## Contenido de la obra

### Manga
Citrus es escrito e ilustrado por Saburouta. Comenzó su serialización en la revista bimestral Comic Yuri Hime de Ichijinsha el 17 de noviembre de 2012. Un CD drama fue publicado con el cuarto volumen del manga el 18 de julio de 2015. El 18 de agosto de 2018 se publicó el último capítulo de la serie, siendo compilada en un total de 10 volúmenes.
El manga fue licenciado en México por Editorial Kamite.

#### Lista de volúmenes
| 1                                                                  | «Volumen 1»  | 18 de julio de 2013     | ISBN 978-4-758072-64-9 |
| Contenido: - Capítulos 1-4 - Extra: Citrus+ 1                      |              |                         |                        |
| 2                                                                  | «Volumen 2»  | 18 de marzo de 2014     | ISBN 978-4-758072-97-7 |
| Contenido: - Capítulos 5-8 - Extra: Citrus+ 2 - Extra: Citrus+ 2.5 |              |                         |                        |
| 3                                                                  | «Volumen 3»  | 18 de noviembre de 2014 | ISBN 978-4-758073-72-1 |
| Contenido: - Capítulos 9-12 - Extra: Citrus+ 3                     |              |                         |                        |
| 4                                                                  | «Volumen 4»  | 18 de julio de 2015     | ISBN 978-4-758074-49-0 |
| Contenido: - Capítulos 13-16 - Extra: Citrus+ 4                    |              |                         |                        |
| 5                                                                  | «Volumen 5»  | 18 de mayo de 2016      | ISBN 978-4-758075-40-4 |
| Contenido: - Capítulos 17-20 - Extra: Citrus+ 5                    |              |                         |                        |
| 6                                                                  | «Volumen 6»  | 17 de diciembre de 2016 | ISBN 978-4-758076-24-1 |
| Contenido: - Capítulos 21-24 - Extra: Citrus+ 6                    |              |                         |                        |
| 7                                                                  | «Volumen 7»  | 16 de junio de 2017     | ISBN 978-4-758076-73-9 |
| Contenido: - Capítulos 25-28 - Extra: Citrus+ 7                    |              |                         |                        |
| 8                                                                  | «Volumen 8»  | 18 de octubre de 2017   | ISBN 978-4-758077-41-5 |
| Contenido: - Capítulos 29-32 - Extra: Citrus+ 8                    |              |                         |                        |
| 9                                                                  | «Volumen 9»  | 23 de marzo de 2018     | ISBN 978-4-758077-93-4 |
| Contenido: - Capítulos 33-36 - Extra: Citrus+ 9                    |              |                         |                        |
| 10                                                                 | «Volumen 10» | 18 de agosto de 2018    | ISBN 978-4-758078-73-3 |
| Contenido: - Capítulos 37-41 - Extra: Citrus+ 10                   |              |                         |                        |

### Anime
Una serie de anime se emitió entre el 6 de enero y el 24 de marzo de 2018. Fue dirigida por Takeo Takahashi y producida por el estudio Passione; Lantis produce la música. El tema de entrada se titula "Azalea" (アザレア Azarea?) interpretado por nano.RIPE y el tema de cierre es "Dear Teardrop" interpretado por Mia Regina.

#### Lista de episodios
Los títulos de los episodios han sido extraídosde Crunchyroll.
| # | Título                  | Estreno               |
| --- | ----------------------- | --------------------- |
| 1 | «¡¿Una aventura?!»      | 6 de enero de 2018    |
| Yuzu es una gal que se transfiere a una nueva escuela cuando su madre se casa de nuevo. Su primer objetivo es encontrar un nuevo novio, pero la escuela a la que la transfieren es una escuela femenina, lo que echa por tierra sus planes. En su primer día conoce a la presidenta del consejo de estudiantes, Mei, de la peor forma posible. Mei es una clásica belleza japonesa de cabello largo, negro y sedoso, pero también tiene un carácter muy duro. Todo se complica cuando Yuzu descubre que Mei será su nueva hermanastra. |                         |                       |
| 2 | «Tu primer amor»        | 13 de enero de 2018   |
| Yuzu sigue desconcertada por las acciones de Mei hacia ella, se pone rebelde contra el director de la escuela, quien es el abuelo de Mei. Ella y Harumi luego escuchan a Amamiya, el supuesto prometido de Mei, hablando con su propio amante y se está casando con Mei por su dinero y estatus. A pesar de que Mei dice que ya sabe y no le importa, Yuzu nota que llora mientras duerme sobre su padre. Al día siguiente, Yuzu subió al escenario para anunciar públicamente la relación amorosa de Amamiya frente a toda la escuela, usando su estado como la nieta del director para respaldar sus afirmaciones. Esa noche, sin embargo, Yuzu descubre que Mei ha sido llevada la casa del director, dejando a Ume angustiada. Sintiéndose culpable, Yuzu va a la casa del director para confrontar a Mei sobre cómo se siente realmente, pero es atrapada en una posición comprometida por el director, quien la expulsa. Al explicarle su situación a Harumi, Yuzu se da cuenta de que está enamorada de Mei. |                         |                       |
| 3 | «¿Amor fraternal?»      | 20 de enero de 2018   |
| Animada por Harumi, Yuzu decide enfrentarse al director pero lo encuentra colapsado en el piso, decidiendo llevarlo al hospital. Agradecido por la ayuda de Yuzu, el presidente decide revocar su expulsión y le permite a Mei vivir cómo ella lo desea, lo que la lleva a regresar a la casa de Yuzu. Más tarde, cuando Yuzu entra en conflicto entre sus sentimientos por Mei y su papel como hermana, se molesta cuando Mei declara que el beso entre ellos fue solo un medio para encerrarla. Al día siguiente, Mei confronta a Yuzu al encontrarle un manga de incesto yuri entre sus pertenencias, Yuzu la besa antes de correr en llanto, lo que provocó la sospecha de la miembro del consejo estudiantil Himeko Momokino. |                         |                       |
| 4 | «¡Ámame!»               | 27 de enero de 2018   |
| Yuzu evita volver a casa por miedo a tener que enfrentarse a Mei, Himeko, que es la amiga de la infancia de Mei, se acerca a ella acerca de cuál es su relación. Después de decirle a Yuzu sobre cómo el padre de Mei la dejó, Himeko miente acerca de que Mei fue lastimada por las acciones de Yuzu, lo que la llevó a sentirse culpable hasta que se encuentra con Mei, quien la llama por su nombre y le dice a Himeko que ahora son hermanas. Más tarde esa noche, Mei se disculpa con Yuzu y le da su primer beso mutuo. Al día siguiente, Himeko, celosa de lo cerca que está Yuzu de Mei, se obliga a Mei y luego alardea de que "cruzo la línea" con ella hacia Yuzu, quien se pone ansiosa cuando Mei no le dice nada al respecto. |                         |                       |
| 5 | «Amante»                | 3 de febrero de 2018  |
| Después de recibir algunas entradas para el parque de diversiones de Harumi, Yuzu le pide a Mei que la acompañe mientras va a encontrarse con su padre. En el camino, Mei le dice a Yuzu que no pasó nada entre ella y Himeko, a quien ella regaña cuando intenta interrumpir su cita. Yuzu finalmente llega a la tumba de su padre, donde Yuzu, al darse cuenta de los sentimientos de Mei sobre su propio padre, siente que debería renunciar a su amor y tratar de convertirse en una hermana ideal en su lugar. Al día siguiente, Mei se derrumba con fiebre justo antes de una reunión del consejo estudiantil, por lo que Yuzu le pide a Himeko que asista a las reuniones mientras cuida de Mei. Después, Yuzu anima a Himeko a ser más honesta con sus sentimientos y reconciliarse con Mei. Más tarde esa noche, Yuzu y Mei son visitados por el padre de Mei, Shou. |                         |                       |
| 6 | «Sin amor»              | 10 de febrero de 2018 |
| Mei parece estar en desacuerdo con Shou, que preferiría viajar por el mundo que heredar la escuela como Mei había esperado. Habiendo sido criada por su padre con eso en mente, Mei, sintiendo que no tiene a nadie más en quien confiar, intenta consolarse físicamente con Yuzu, pero Yuzu le da una bofetada antes de que las cosas puedan ir más lejos. Al día siguiente, después de enterarse de que Shou se está yendo al extranjero otra vez, Yuzu le pide a Mei que trabaje duro por su propio bien, alentándola a que vea a su padre. Más tarde, cuando la relación de Yuzu y Mei comienza a profundizarse, la amiga de la infancia de Yuzu, Matsuri Mizusawa, decide hacerle una visita a Yuzu. |                         |                       |
| 7 | «¡Ama o miente!»        | 17 de febrero de 2018 |
| Sintiéndose desanimada después de que Mei le dice que termine con sus hábitos de besos, Yuzu se encuentra con su amiga de la infancia, Matsuri Mizusawa, que se perturba cuando se entera de sus métodos dudosos de ganar dinero. Después de mirar el teléfono de Yuzu, Matsuri se da cuenta de que está enamorada de Mei y casi se fuerza sobre ella hasta que Yuzu recibe una llamada de Mei. Al darse cuenta de Mei al otro lado de la calle, Matsuri fuerza un beso sobre Yuzu frente a ella. Al día siguiente, Matsuri aparece en la escuela de Yuzu para invitar a Yuzu a una cita, declarando efectivamente la guerra contra Mei. |                         |                       |
| 8 | «Guerra amorosa»        | 24 de febrero de 2018 |
| Yuzu lleva a Mei a su cita con Matsuri, quien continúa presionando sus intereses sobre Yuzu a pesar de sus objeciones. Manipulándose para separarla de Yuzu, Matsuri le advierte a Mei, quien la besa como venganza por el beso que le robó a Yuzu, sin saber que Matsuri hizo que algunos niños les tomaran una foto. Después de que Matsuri se va, Yuzu camina a casa con Mei, invitándola a una fiesta familiar de Nochebuena. Al día siguiente, mientras Yuzu se prepara para hacer un pastel para la fiesta, Matsuri aparece ante Mei. |                         |                       |
| 9 | «El amor es...»         | 3 de marzo de 2018    |
| Yuzu se prepara para pasar la Navidad junto a Mei, esforzándose en hornear un pastel para Mei. La Presidenta, por pedido de Yuzu, planea terminar temprano sus asuntos en el Consejo Estudiantil y pasar la Navidad con Yuzu y su madre. Matsuri frustra los planes de ambas al aparecer en la Academia al final del día cuando Mei era la última en salir, y amenaza con mostrar a todos la foto donde Mei la besa. Mei llega a casa y se disculpa diciéndoles que no podrá llegar temprano a casa como había dicho. Matsuri invita a una cita a Yuzu, quien duda pero Mei le dice que vaya pues Matsuri la necesita. El plan para separar a Mei y a Yuzu se ve frustrado cuando la propia Matsuri, enojada y celosa de que en la cita Yuzu no deje de pensar en Mei, le cuenta lo que ha hecho con Mei. Yuzu encuentra a Mei y regresan a casa. Ni Yuzu ni Mei se enojan con Matsuri por lo que trató de hacer, a lo que Matsuri entendiendo que lo que hizo estuvo mal y, para enmendar un poco sus actos, le rebela a Yuzu que Mei realmente la quiere. Ya en la madrugada las hermanastras regresan a casa y Mei insiste en probar el pastel de Yuzu. La rubia le pide a Mei que jamás vuelva a ponerse en peligro como lo hizo ese día, a lo que Mei responde quitándose la ropa. |                         |                       |
| 10 | «Invierno de amor»      | 10 de marzo de 2018   |
| Yuzu rechaza el ofrecimiento sexual de Mei. Matsuri lleva un regalo a casa de Yuzu por el Año Nuevo y al ver la actitud de Yuzu, le pregunta si peleó con Mei y le da como consejo que debe de tener en cuenta los sentimientos de la persona a quien quiere. Mei, dolida por el rechazo a su proposición en la Navidad, se muestra indiferente a la presencia de Yuzu. Se prepara un viaje escolar, pero Yuzu se queda dormida y se siente triste de que Mei, quien ya estaba en la estación de trenes junto a todos sus compañeros, no la haya despertado. En el camino, Yuzu conoce a una alumna de otra escuela quien perdió el tren, al ver que ambas van al mismo destino deciden tomar el mismo tren. Ahí ambas hablan de sus sentimientos por la persona que les gusta, sin saber Yuzu que la persona a quien se refiere Sara es la mismísima Mei. Ya en el hotel Yuzu le pide a Mei, quien sigue ignorándola, que hablen. Más tarde, cuando ambas están conversando. Mei le pregunta a Yuzu que es lo que siente por ella, y Yuzu no le revela su interés amoroso, a lo que Mei le dice que olvide lo que pasó en Navidad. |                         |                       |
| 11 | «Amarte solo a ti»      | 17 de marzo de 2018   |
| Al escuchar que la escuela de Yuzu está visitando el Santuario Yasaka, dijo que mejora las relaciones románticas, Nina alienta a Sara a ir allí para que pueda confesarse con Mei. Mientras Yuzu permanece tratando de resolver sus sentimientos hacia Mei, Sara se lo confiesa a Mei. Cuando Yuzu se siente abatida por esta noticia, Sara la alienta a no renunciar a su amor, y luego descubre que Mei es a quien ama. Esa noche, Yuzu se cuela en la habitación de Mei, donde intenta hacer un movimiento con Mei antes de que la expulsen. Al día siguiente, mientras Yuzu va en busca de Mei, Nina intenta detenerla, revelando que Sara es con quien Mei tiene una cita. |                         |                       |
| 12 | «Mi amor sigue y sigue» | 24 de marzo de 2018   |
| A pesar de la advertencia de Nina, Yuzu decide respetar su promesa y buscar a Mei para declararle lo que siente por ella. Sara le pide a Yuzu que vaya a encontrarse con Mei y la anima hacer un esfuerzo para comprender sus sentimientos. Mientras Yuzu se dirige hacia donde está Mei, recuerda lo que pasó esa noche de Navidad y todos los momentos que pasaron juntas. Yuzu logra encontrar a Mei y le confiesa sus verdaderos sentimientos, que resultan ser correspondidos por Mei. Posteriormente, Yuzu y Mei se disculpan con Sara y Nina por todos los problemas que les causaron y se despiden de ellas. Finalmente, Yuzu y Mei deciden que comenzarán a salir como pareja oficialmente. |                         |                       |